# 1992年基隆客運罷工事件
1992年基隆客運罷工事件，簡稱基隆客運罷工案，是1992年6月臺灣北部發生的基隆客運員工罷工事件，由基隆客運產業工會發動。此次罷工間接促成工人立法行動委員會（工委會）的成立。

## 經過
- 1992年6月2日9時整，基隆客運產業工會舉行會員大會，投票通過從1992年6月4日16時整開始罷工，由「七人決策小組」決定罷工時間長短。[1]
- 1992年6月3日，基隆客運勞資雙方在台北縣政府勞工局協調三項調整方案，資方代表以未獲雇主授權為由不接受，談判破裂。[2]
- 1992年6月4日，基隆客運產業工會知悉資方不願溝通，宣布於本日12時展開無限期罷工。參與罷工的員工頭綁寫著「NO，駛」（「沒得商量」之意）的黃布巾，員工家屬組成「牽手大隊」與「工運小虎隊」：員工妻子組成的牽手大隊，點子來自工委會核心人士吳永毅，親切活潑且名符其實；員工子女組成的工運小虎隊，則有意以孩子們熟悉的偶像藝人小虎隊，賦予進步的意涵。[3]
- 1992年6月8日，牽手大隊與工運小虎隊前往中華民國消費者文教基金會（消基會）陳情。
- 1992年6月12日，基隆客運勞資雙方在台北縣政府勞工局邀約下會商，達成初步協議。
- 1992年6月17日，基隆客運資方公告，員工未於期限內向公司報到者，將依《勞動基準法》第12條第6款規定解僱。
- 1992年6月18日，基隆客運資方寄出解僱通知給參與罷工的員工147人，理由是他們連續曠職三天，符合《勞動基準法》第12條第6款規定；同日，基隆客運產業工會向台北縣政府勞工局請求法律解釋，理由是資方在罷工期間解僱參與罷工的工會會員；同日，台北縣政府勞工局依職權將全案交付仲裁[4]。
- 1992年6月19日，台北縣政府勞工局發出仲裁令給基隆客運勞資雙方，宣布仲裁於本月22日生效，仲裁開始後勞資雙方不得再有任何爭議行為，勞方不得繼續罷工，資方不得解僱勞方。[5] 同日，基隆客運以信函通知解僱146名參加罷工的員工，並稱此次解僱合乎《勞動基準法》；基隆客運產業工會不予理會，揚言抗爭到底；在此之前，基隆客運產業工會控告大有巴士董事長兼基隆客運董事長吳東瀛誹謗，理由是資方指責勞方罷駛為非法罷工。[6]
- 1992年6月20日，基隆客運資方退除參與罷工的員工147人的勞工保險；同日，台北縣政府勞工局要求基隆客運勞資雙方，在台北縣勞資爭議仲裁委員會中各推選仲裁委員3人。[7]
- 1992年6月21日，基隆客運產業工會依仲裁令準備停止罷工、恢復工作，並舉行復工儀式。
- 1992年6月22日，仲裁令生效，基隆客運駕駛員40多人於5時30分起到基隆客運瑞芳站要求發給公車鑰匙、提供車輛排班表復工，但遭管理人員拒絕；基隆客運資方向台北縣政府申覆，資方已解僱員工，無仲裁對象可資仲裁，故資方不會指派仲裁委員參加仲裁會議，工會可另循司法途徑解決。[8]
- 1992年6月25日，基隆客運產業工會選出獅子油脂產業工會常務理事王元鍊、台北縣建築材料業職業工會常務理事洪進益（前台北縣雙溪鄉鄉長）、正大尼龍產業工會理事長黃金明為勞方選定仲裁委員；基隆客運資方行文台北縣政府勞工局，重申已解僱員工，無仲裁之必要。[9]
- 1992年7月1日，台北縣政府勞工局選定國民大會代表翁純正、台灣省議員劉正雄、台北縣議員廖秀雄、台北縣政府勞工局代理局長郭吉仁、台北縣政府勞工局勞資關係課課長李文良為主管或相關機關仲裁委員，又從台北縣工業會理事中指定建弘電子董事長洪敏昌、太平洋電線電纜總經理孫道存、裕隆汽車總經理嚴凱泰為資方代表仲裁委員。[10]1992年7月5日，嚴凱泰婉拒擔任資方代表仲裁委員，台北縣工業會推薦國民大會代表呂學圖遞補。[11]
- 1992年7月5日13時，基隆客運產業工會會員及眷屬在基隆市立文化中心前集合遊行向資方施壓，部分外地工會、政治團體成員也加入，約400人遊行基隆市區4小時後，在基隆市議會前廣場解散。[12]
- 1992年7月8日，基隆客運產業工會在基隆市區舉辦「我要開車大遊行」；同日，在台北國軍英雄館舉辦的立法委員參選人謝深山推荐餐會近尾聲時，牽手大隊與工運小虎隊到場募款支持罷工。
- 1992年7月16日，台北縣縣長尤清允諾，台北縣政府提供設籍台北縣之遭解僱勞工急難救助金；同日，因呂學圖出國，徐正群遞補資方代表仲裁委員。[13]
- 1992年7月19日，基隆客運產業工會召開記者會，基隆客運產業工會常務理事王耀梓表示，被資方解僱的駕駛員將在同月21日15時統一開車，他們不承認資方的解僱令；王耀梓說，他們的罷工完全合法，將給資方2日收回解僱令，否則將採取激烈抗爭、並在同年8月2日發動全國勞工大遊行。[14]
- 1992年7月22日，台北縣政府勞工局召開基隆客運罷工案第一次仲裁會議，決議本月23、24日分別召開勞方、資方調查會議，本月27日勞工局說明處理經過、本月28日第二次仲裁會議逕行仲裁，並建議勞資雙方復工。[15]
- 1992年7月23日，基隆客運產業工會舉行發車典禮，自行發出瑞八線（瑞芳－八堵）6輛公車。[16]大有巴士副總經理兼基隆客運副總經理汪錦元說，這些人已經被基隆客運資方解僱卻駕駛基隆客運的公車，基隆客運資方將控告他們「搶奪罪」、「侵占罪」、「竊盜罪」；基隆客運產業工會常務理事王耀梓說，他希望資方無條件收回解僱令，這些事情就可以擺平了。[17]
- 1992年7月24日，台北縣政府勞工局裁處基隆客運資方10萬元銀圓罰鍰，折合新台幣30萬元，理由是資方違反《勞資爭議處理法》第7條規定。[18]
- 1992年7月24日下午，基隆客運勞資爭議仲裁委員會召開第一次委員會議，邀請基隆客運董事長吳東瀛、總經理呂金正列席說明，決定請勞方立刻停止自行開車、資方則應儘速恢復營運；吳東瀛強調，基隆客運不可能在威脅下答應任何條件，在威脅下寧可結束營業也不願加給一毛錢。[19]
- 1992年7月25日上午，汪錦元指示基隆客運業務主任陳英雄等人，到基隆客運瑞芳站拆站內公車車牌；同日12時40分，基隆客運產業工會與全國自主勞工聯盟（自主工聯）人員阻止拆公車車牌，雙方有拉扯；陳英雄控告自主工聯人士吳錦明「傷害罪」和「妨害自由罪」，吳錦明指控陳英雄「準強盜罪」；王耀梓涉嫌拆汪錦元轎車車牌，汪錦元控告王耀梓「竊盜罪」。[20]
- 1992年7月28日上午，基隆客運勞資爭議仲裁委員會作成三點仲裁決議：①7日內全面恢復營運；②仲裁期間，資方應依法給付勞方工資；③有關勞方所提三項調整事項，由於勞資雙方所提資料不完整，應於三個月內補齊資料，以供仲裁。[21]同日，吳東瀛與基隆客運金山站、瑞芳站及基隆站員工簽署內容一致的協議書，要求員工簽署自願離職切結書，經資方同意後發給「退職金」恢復原職；同時限期要求不願簽署自願離職切結書、或堅持依仲裁令執行的工會幹部及工會會員簽署自願離職切結書，逾期不予受理。[22]
- 1992年7月29日，吳東瀛發表聲明指出，基隆客運勞資爭議仲裁委員會決議規定資方7日內全面恢復營運及仲裁期間之工資應依法給付等兩項決議已明顯違反《勞資爭議處理法》，「實在是強人所難，很難接受」。[23]
- 1992年7月30日，基隆客運產業工會召開臨時會員大會，決定由會員自行選擇是否與資方簽署協議書；工會部分會員希望依仲裁令執行而未簽署協議書，資方不理會仲裁令要求。同日晚間，吳東瀛宣布，基隆客運瑞芳站於同月31日復工，基隆客運基隆站近日內也會復工。[24]
- 1992年8月5日，基隆客運資方針對台北縣政府勞工局裁處新台幣30萬元罰鍰案，向台灣省政府提出訴願；1992年10月27日，台灣省政府撤銷罰鍰，要求台北縣政府勞工局另為適法之行政處分。[25]
- 1992年8月6日12時，王耀梓率領基隆客運被解僱員工20餘人以自行印製的報到單向基隆客運報到並提出三項要求，資方認為他們報到無效。[26]同日，勞方有20人拒絕簽署自願離職切結書，其中4人要求資遣獲准、16人以自行印製的報到單向基隆客運報到，汪錦元接下報到單但未表明是否完成報到手續；16人轉赴台北縣政府勞工局，勞工局表示，行政機關已用盡辦法，相關疑義將由法院定奪。[27]
- 1992年8月7日12時，基隆客運產業工會到台北地方法院民事執行處遞狀聲請強制執行基隆客運勞資雙方兩點仲裁決議：①7日內全面恢復營運；②仲裁期間，資方應依法給付勞方工資。[28]
- 1992年8月11日，基隆客運基隆站與瑞芳站分別在該日5點25分與5點50分開出罷工後第一班車，基隆客運產業工會未阻擋；但王耀梓強調，資方並未全面恢復營運，工會已向法院聲請強制執行仲裁決議，工會會抗爭到底。[29]
- 1992年8月14日，台北地方法院裁定駁回基隆客運產業工會強制執行仲裁令之聲請。1992年9月10日，基隆客運產業工會向台灣高等法院提出抗告。1992年10月7日，台灣高等法院駁回基隆客運產業工會之抗告。
- 1992年11月4日，基隆客運資方要求台北縣政府勞工局解散基隆客運產業工會。
- 1992年11月12日下午，工委會等工運團體組成「三法一案行動委員會」發起「1112工人鬥陣大遊行」，鄭村棋擔任遊行總指揮，表達關切「勞動三法」（《勞動基準法》、《工會法》、《勞資爭議處理法》）修法進度與基隆客運罷工案（簡稱「三法一案」）；遊行至台北縣土城市青雲路大有巴士總部時，指揮人員指揮群眾向大有巴士總部丟擲雞蛋，抗議吳東瀛漠視基隆客運勞工權益。[30]
- 1993年6月28日，基隆客運產業工會發表聲明〈從去年基客合法罷工到今年北市民營公車非法罷市——依然不變的是吳東瀛董事長的強悍態度〉，譴責吳東瀛在1993年6月22日臺北市聯營公車民營公車業者聯合罷駛事件中的角色及事後發表將裁員的態度。[31]
- 1993年6月29日，台北縣政府勞工局裁定，基隆客運產業工會依法不必解散。[32]
- 1995年6月4日，基隆客運產業工會認為中華民國最高法院的基隆客運罷工案判決對工會不公，故在司法大廈靜坐抗議「司法已死」，並要求司法院院長施啟揚公開道歉。[33]
- 1997年9月30日，台灣高等法院民事庭作成基隆客運罷工案第二審更審判決。[34]
- 1998年10月30日，中華民國最高法院民事庭作成基隆客運罷工案第三審判決，駁回基隆客運資方上訴。[35]
- 2000年8月10日，中華民國最高法院民事庭作成基隆客運罷工案確定判決，維持台灣高等法院第二審更審判決[36]，基隆客運產業工會理事15人應連帶賠償資方新台幣509萬59元[37]。

## 評論
2003年11月，醒吾技術學院企業管理系主任張剛等人認為：
a. 勞資雙方的爭議，一直是近年來常發生的事件，由單純的勞資談判、罷工，甚至演變為街頭抗爭事件，層出不窮。在研究過程中可發現，工會的勢力隨著政府解嚴之後逐漸壯大，這並非是壞事。
b. 基隆客運勞資談判可以做一個雙輸型的談判典型教材，以為後來者戒。
c. 基隆客運員工的妻子、兒女所組成的「牽手大隊」、「工運小虎隊」一起前往消基會陳情。基隆客運工會此舉，充分表現出家庭的團結與對工會罷工行動的支持，在罷工史上堪稱創舉。
d. 勞資雙方的爭議糾紛，工會罷工所帶來的負面價值，其社會成本無法估計，則也是不爭的事實。發生勞資的糾紛，可以透過正常的溝通管道來申訴，用激烈手段只會造成社會的動亂。

2006年7月，台灣國際勞工協會秘書長顧玉玲說：
1992年，基隆客運工會燒起大鍋飯、拉起罷工線，歷經長達二個月的罷工行動，強力提振了因國家鎮壓而低迷許久的台灣工運，鼓舞了許多勞工組織者都聚集到基客幫忙。……閩南話的「鬥陣」，是「在一起」的意思……「鬥陣」這個在抗爭現場「發明」的新詞彙，在基客罷工後多年，逐漸成為主流媒體、甚至商業廣告也慣用的語句，成為貨真價實的本土「台灣國語」。
2012年11月，前工委會秘書長陳素香說：
由於基客工會罷工是遠化罷工後終於又成功地動員組織的罷工事件，因而受到工運界高度關注。除此之外，基客工會罷工還有兩個重要的意義：一是罷工所有的程序完全遵守《勞資爭議處理法》，但最後證明，《勞資爭議處理法》根本無法處理勞資爭議事件，只是讓守法的工人被行政體制整死而已；二是基客工會罷工考驗了聘用工運人士郭吉仁為（台北縣政府）勞工局長的民進黨地方政府在勞資衝突時是否有魄力依法行政、做守法勞工的後盾，後來也證明，這是虛妄的期待。郭吉仁局長在基客罷工事件中，態度曖昧閃爍，不敢表明立場，最後將罷工案交付仲裁，曠日費時，卻又未徹底執行仲裁，拖死工會。在80年代的黨外時代或民進黨初期，社會運動抗爭的對象皆指向統治者國民黨，因而與政治反對力量的民進黨形成聯盟，並以為民進黨必然是跟社會運動同一陣線的。但是基客工會罷工揭露了民進黨與勞工的「假面聯盟」；而自主工運內部除早先籌組的工黨／勞動黨之外，原來親近民進黨的工人幹部也開始出現對民進黨的質疑。